# Wspólnota administracyjna Löffingen
Wspólnota administracyjna Löffingen – wspólnota administracyjna (niem. Vereinbarte Verwaltungsgemeinschaft) w Niemczech, w kraju związkowym Badenia-Wirtembergia, w rejencji Fryburg, w regionie Südlicher Oberrhein, w powiecie Breisgau-Hochschwarzwald. Siedziba wspólnoty znajduje się w mieście Löffingen, przewodniczącym jej Norbert Brugger.
Wspólnota administracyjna zrzesza jedno miasto i jedną gminę wiejską:
- Friedenweiler, 1 949 mieszkańców, 27,08 km²
- Löffingen, miasto, 7 657 mieszkańców, 88,03 km²